# Старе Беляны (станция метро)
«Ста́ре Беля́ны» (пол. Stare Bielany) (A21) — 19-я станция Варшавского метрополитена.
Открыта 25 октября 2008 года в составе участка «Слодовец» — «Млоцины». Строительство велось по тендеру с июня 2006 по июнь 2008.

## Описание
Станция расположена вдоль улицы Каспровича, на её пересечении с Аллеей Единения.
Конструкция станции — колонная двухпролётная мелкого заложения, с боковыми платформами и рядом колонн между путями. Оформлена в серо-золотой гамме: на серых стенах золотые выступы в виде колонн.
Северо-западный вестибюль расположен на улице Платница, юго-восточный — на улице Аллея Единения. В нём работает лифт, рядом с которым прямо на платформе находится валидатор.
Рядом со станцией проходит несколько автобусных маршрутов. Все остановки находятся у восточного вестибюля.